# Destin (Floride)
Pour les articles homonymes, voir Destin (homonymie).
Destin est une municipalité de Floride située dans le comté d'Okaloosa. La ville est desservie par l'aéroport de Destin-Fort Walton.

## Démographie
| 1990  | 2000   | 2010   | - | - | - |
| ----- | ------ | ------ | - | - | - |
| 8 080 | 11 119 | 12 305 | - | - | - |